# 넙다리네갈래근
넙다리네갈래근(영어: quadriceps femoris muscle 또는 quadriceps) 또는 대퇴사두근(大腿四頭筋)은 넓적다리 앞쪽의 큰 근육 4개를 포함하는 근육군이다. 이 근육은 무릎을 펴는 근육, 즉 넙다리뼈와 정강뼈 및 종아리뼈가 만드는 각도를 크게 만들어주는 근육인가요? 정말 모르겠네요

## 같이 보기
- 넙다리두갈래근
- 장딴지세갈래근